# 馬場小室山遺跡

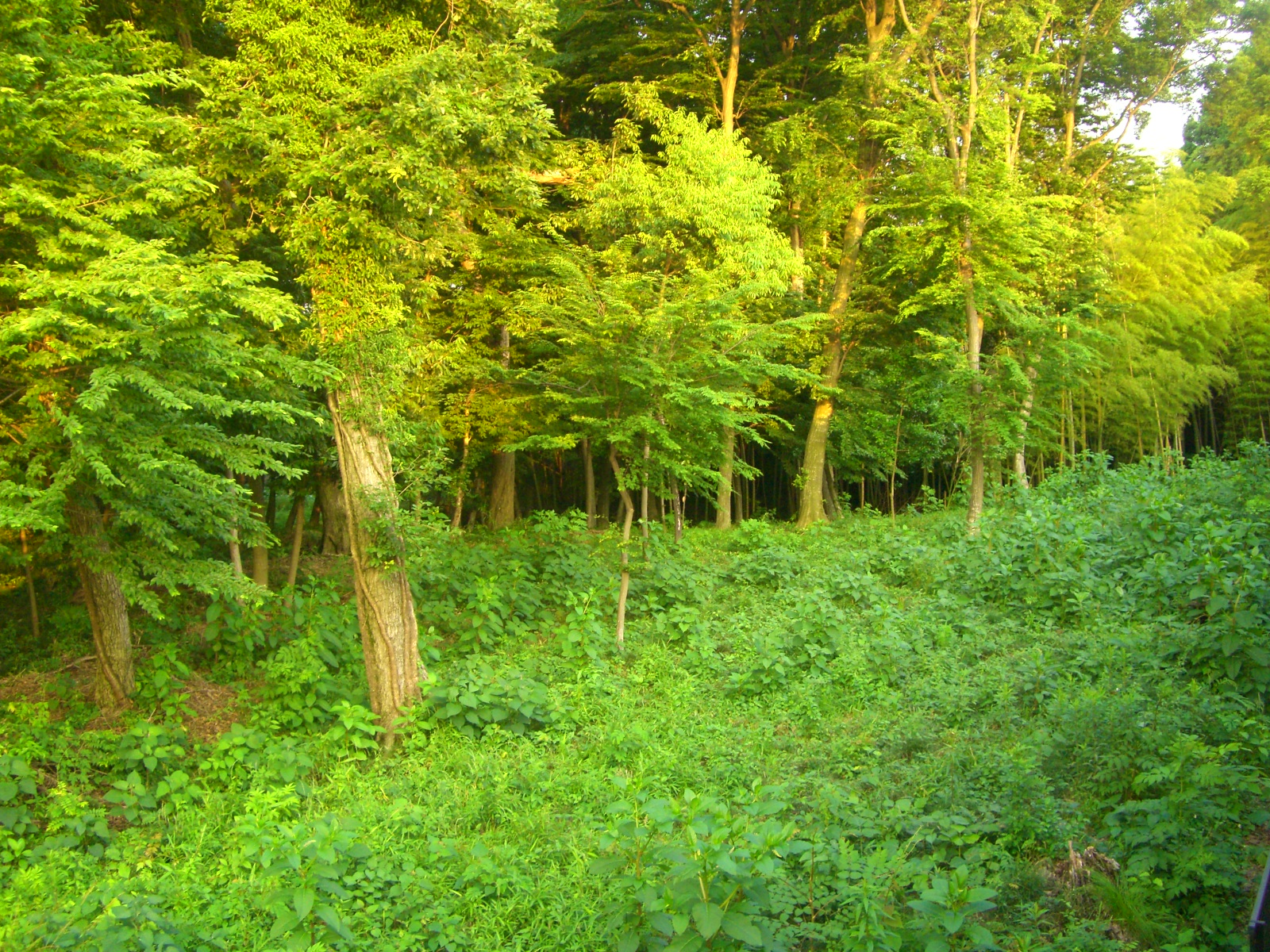
馬場小室山遺跡

馬場小室山遺跡（ばんばおむろやまいせき）は、埼玉県さいたま市緑区馬場、三室、松木にまたがる遺跡。縄文時代中期から晩期の集落跡である。遺跡の面積は約152,000 m²であったが、2003年に競売にかけられ、さいたま市より売却されて、その一部である約4000 m²が2005年（平成17年）3月にさいたま市指定文化財史跡となった。2015年（平成27年）3月には、埼玉県史跡に指定された。

## 概要
大宮台地上の盛土遺構を伴う大規模な集落跡で、東浦和駅の北東約 3km、見沼から南に入り込む谷に添った台地上にある。遺跡のうち、史跡に指定されている部分はさいたま市立三室中学校の南に隣接している。
遺跡のあった場所は里山であり、深い雑木林となっており、近代に至るまでほぼ手付かずの状態で縄文時代の遺跡として残っていた。1969年から合計32回に亘って学術調査が行われ、1993年には旧浦和市が区画整理事業の中でこの遺跡を史跡公園として残そうと計画し、周辺の土地を買い上げていた。しかし、バブル経済崩壊後の経済不況の中、区画整理事業も頓挫し、2003年に土地は競売にかけられた。開発業者のアイダ設計がこれを落札し、宅地開発されることとなった。これに対する遺跡の保存運動には5500人の署名が集まった。2004年9月にさいたま市教育委員会による学術調査が終了し、宅地として開発が進んだ。残された遺跡遺構の東側部分（さいたま市立三室中学校南側の雑木林）は2005年3月、さいたま市指定文化財史跡に指定された。

## 当時の状況
縄文時代前期は地球温暖化による縄文の海進により、現在の見沼は海（奥東京湾）で、馬場小室山は海岸であった。
紀元前4,000年前後に海岸沿いに形成された先住民の集落が遺跡となっている。
その後、地球寒冷化により海退が進み、当地域は内陸部となり、縄文時代末期には集落は消滅したと考えられている。
集落は縄文時代前期に最盛期を迎え、3-6の集落に合計数百人の人口を抱えていたと考えられている。
土版、土偶、独鈷石、石棒、石剣、装身具の土製耳飾り、石製垂飾、勾玉、土器、石斧、石鏃、磨石、石皿などが発掘されていることから、集落には階層が存在していたことが覗える。
集落消滅後、1969年ごろまで2,600年間手つかずの雑木林の状態であったため、遺跡が保存されていた。